# 西德迪佩特
西德迪佩特（Siddipet），是印度安得拉邦Medak县的一个城镇。总人口61650（2001年）。

## 人口
该地2001年总人口61650人，其中男性30980人，女性30670人；0—6岁人口7736人，其中男3930人，女3806人；识字率69.07%，其中男性为78.01%，女性为60.03%。